# Яннік Стопіра
Яннік Стопіра (фр. Yannick Stopyra, нар. 9 січня 1961, Труа) — французький футболіст, нападник.

## Клубна кар'єра
Син Жульєна Стопіра, французького футболіста. За 15 сезонів, проведених у першому дивізіоні — Д 1, виступав за такі клуби: «Сошо», «Ренн», «Тулуза», «Бордо», «Канн», та «Мец». Всього за цей період він зіграв 456 матчів та забив  132 голи. Проте чемпіоном Франції чи володарем Кубку не став. Найкращий результат у чемпіонаті — віце-чемпіон в складі «Сошо» в сезоні 1979-80.

## Єврокубки
У 5 стартах в європейських клубних турнірах, незважаючи на те, що виступав за 3 різні команди, проте усі поєдинки провів у матчах за Кубок УЄФА — 25 ігор, забив 4 м'ячі. Найкраще досягнення — півфінал у розіграші Кубка УЄФА 1980-81 у складі «Сошо».
Свою першу гру в єврокубках провів в рідних стінах у складі «Сошо» проти швейцарського клубу «Серветт» у стартовому поєдинку за Кубок УЄФА сезону 1980-81. Цей євросезон був найуспішнішим для француза — команда досягла півфіналу. Проте жодного разу молодий нападник не відзначився голом.
А у повторному матчі 1/32 фіналу сезону 1986-87 проти «Наполі», за який грав Марадона, відкрив рахунок у своєму особистому заліку в турнірах УЄФА. Французи перемогли вдома у серії післяматчевих пенальті — 4:3 (основний та додатковий час — 1:0), хоча свій удар Яннік не реалізував. А в наступному раунді був драматичний двобій з московським «Спартаком». Домашня перемога — 3:1, була перекреслена у Москві — 5:1.
Слід відзначити ігри Стопіра у складі «Бордо» проти «Дніпра» на стадії 1/32 фіналу сезону 1986-87. В Дніпропетровську була нічия — 1:1. а повторний поєдинок закінчився на користь аквітанців — 2:1, у цьому матчі Яннік зрівняв рахунок. У наступному раунді він забив свій останній м'яч в турнірах під егідою УЄФА у ворота угорського клубу «Уйпешт Дожа». А у 1/8 фіналу жереб ще раз звів француза проти Марадони і «Наполі». На цей раз італійці перемогли за сумою двох ігор і навесні 1989 року виграли свій перший приз європейського клубного футболу. Для Янніка Стопіра це було прощання з євроареною.

### Статистика виступів у єврокубках по сезонах
| Сезон             | Клубсі            | Турнір        | Досягнення    | Матчі | Перемоги | Нічиї | Поразки | Голи |
| ----------------- | ----------------- | ------------- | ------------- | ----- | -------- | ----- | ------- | ---- |
| 1980-81           | «Сошо»            | Кубок УЄФА    | Півфінал      | 9     | 4        | 2     | 3       | 0    |
| 1982-83           | «Сошо»            | Кубок УЄФА    | 1/32 фіналу   | 2     | 1        | 0     | 1       | 0    |
| 1986-87           | «Тулуза»          | Кубок УЄФА    | 1/16 фіналу   | 4     | 2        | 0     | 2       | 1    |
| 1987-88           | «Тулуза»          | Кубок УЄФА    | 1/16 фіналу   | 4     | 2        | 1     | 1       | 1    |
| 1988-89           | «Бордо»           | Кубок УЄФА    | 8 фіналу      | 6     | 3        | 2     | 1       | 2    |
| ВСЬОГО            | «Сошо»            | 2 євросезони  | 2 євросезони  | 11    | 5        | 2     | 4       | 0    |
| ВСЬОГО            | «Тулуза»          | 2 євросезони  | 2 євросезони  | 8     | 4        | 1     | 3       | 2    |
| ВСЬОГО            | «Бордо»           | 1 євросезон   | 1 євросезон   | 6     | 3        | 2     | 1       | 2    |
| ВСЬОГО за кар'єру | ВСЬОГО за кар'єру | 5 євросезонів | 5 євросезонів | 25    | 12       | 5     | 8       | 4    |

### Статистика по турнірах
| Турнір          | Сезони | Матчі | Перемоги | Нічиї | Поразки | Голи |
| --------------- | ------ | ----- | -------- | ----- | ------- | ---- |
| Кубок чемпіонів | —      | —     | —        | —     | —       | —    |
| Кубок кубків    | —      | —     | —        | —     | —       | —    |
| Кубок УЄФА      | 5      | 25    | 12       | 5     | 8       | 4    |

### Єврокубкова статистика: сезони, турніри, матчі, голи
(1) — матч-відповідь

 (2) — не реалізував післяматчевий пенальті

## Виступи за збірну
За 9 років у збірній (з 1980 по 1988) провів 33 гри і забив 11 м'ячів.
Дебютна гра відбулася 27 лютого 1980 року на «Парк де Пренс» проти Греції — 5:1, впевнено перемогли  господарі, і Яннік забив свій перший гол, хоча у цьому спарингу він був п'ятий.
Учасник чемпіонату світу у Мексиці у 1986 році. На мундіалі зіграв у 6 поєдинках, забивши два голи. Перший гол: відкрив рахунок у груповому матчі з Угорщиною, допомігши збірній Франції впевнено здолати суперника — 3:0. Другий — поставив крапку у грі 1/8 фіналу, забивши у ворота збірної Італії — 2:0. Чітко пробив з 11-ти метрів у післяматчевих пенальті в чвертьфіналі зі збірною Бразилії. У матчі за третє місце проти Бельгії — перемога Франції 4:2 у додатковий час — участі не брав. Але це не стало перешкодою для завоювання «бронзи» світової першості.
5 лютого 1988 року в Монако на стадіоні «Луї II» відбувся товариський матч Франції зі збірною Марокко, який завершився перемогою «синіх» — 2:1. Останній, хоч і переможний гол у цій грі став останнім у складі збірної і для Стопіра. 
А 27 квітня 1988 року в Белфасті у дружньому поєдинку з північноірландцями зіграв останній матч за збірну.

### Усі матчі та голи Янніка Стопіра за збірну Франції
(1) — реалізував післяматчевий пенальті
| Голи Янніка Стопіра за збірну Франції | Голи Янніка Стопіра за збірну Франції | Голи Янніка Стопіра за збірну Франції | Голи Янніка Стопіра за збірну Франції | Голи Янніка Стопіра за збірну Франції | Голи Янніка Стопіра за збірну Франції | Голи Янніка Стопіра за збірну Франції |
| №                                     | Дата                                  | Місце проведення                      | Турнір                                | Суперник                              | Голи                                  | Рахунок гри                           |
| ------------------------------------- | ------------------------------------- | ------------------------------------- | ------------------------------------- | ------------------------------------- | ------------------------------------- | ------------------------------------- |
| 1                                     | 27 лютого 1980                        | Париж, «Парк де Пренс»                | Товариський                           | Греція                                | 5:1                                   | 5:1                                   |
| 2                                     | 16 лютого 1983                        | Гімарайнш, Муніципальний стадіон      | Товариський                           | Португалія                            | 1:0                                   | 3:0                                   |
| 3                                     | 16 лютого 1983                        | Гімарайнш, Муніципальний стадіон      | Товариський                           | Португалія                            | 3:0                                   | 3:0                                   |
| 4                                     | 13 жовтня 1984                        | Люксембург, Муніципальний стадіон     | Кваліф. ЧС-1986                       | Люксембург                            | 3:0                                   | 4:0                                   |
| 5                                     | 13 жовтня 1984                        | Люксембург, Муніципальний стадіон     | Кваліф. ЧС-1986                       | Люксембург                            | 4:0                                   | 4:0                                   |
| 6                                     | 8 грудня 1984                         | Париж, «Парк де Пренс»                | Кваліф. ЧС-1986                       | НДР                                   | 1:0                                   | 2:0                                   |
| 7                                     | 9 червня 1986                         | Леон, «Леон»                          | ЧС-1986                               | Угорщина                              | 1:0                                   | 3:0                                   |
| 8                                     | 17 червня 1986                        | Мехіко, «Олімпійський»                | ЧС-1986                               | Італія                                | 2:0                                   | 2:0                                   |
| 9                                     | 29 квітня 1987                        | Париж, Парк де Пренс                  | Кваліф. ЧЄ-1988                       | Ісландія                              | 2:0                                   | 2:0                                   |
| 10                                    | 28 січня 1988                         | Тель-Авів, «Рамат-Ган»                | Товариський                           | Ізраїль                               | 1:0                                   | 1:1                                   |
| 11                                    | 5 лютого 1988                         | Монако, «Луї II»                      | Товариський                           | Марокко                               | 2:1                                   | 2:1                                   |

### Статистика матчів за збірну
| Турнір           | Матчі | Перемоги | Нічиї | Поразки | Голи |
| ---------------- | ----- | -------- | ----- | ------- | ---- |
| Товариські матчі | 14    | 7        | 5     | 2       | 5    |
| Чемпіонат Європи | —     | —        | —     | —       | —    |
| Кваліфікація ЧЄ  | 6     | 1        | 3     | 2       | 1    |
| Чемпіонат світу  | 6     | 3        | 2     | 1       | 2    |
| Кваліфікація ЧС  | 7     | 4        | 1     | 2       | 3    |
| ВСЬОГО           | 33    | 15       | 11    | 7       | 11   |

### На чемпіонатах світу
У складі збірної був учасником:
- чемпіонату світу 1986 року в Мексиці, на якому французи були 3-ми;

| Рік  | Турнір          | Місце | Матчі | Перемоги | Нічиї | Поразки | Голи |
| ---- | --------------- | ----- | ----- | -------- | ----- | ------- | ---- |
| 1986 | Чемпіонат світу |       | 6     | 3        | 2     | 1       | 2    |

## Титули і досягнення
- Володар Кубка Артеміо Франкі (1): 1985